# تپه کانی اشکوت ۱
تپه گردپشت مالان مربوط به قرن ۶ تا ۸ ه.ق دوره اسلامی است و در شهرستان پیرانشهر، بخش لاجان، دهستان لاهیجان شرقی، روستای کانی اشکوت واقع شده است. این اثر در تاریخ ۳۰ دی ۱۳۸۵ با شمارهٔ ثبت ۱۶۸۸۲ به عنوان یکی از آثار ملی ایران به ثبت رسیده است.